# Pombal
Pombal – miejscowość w Portugalii, leżąca w dystrykcie Leiria, w regionie Centrum w podregionie Pinhal Litoral. Miejscowość jest siedzibą gminy o tej samej nazwie.

## Demografia
| Liczba ludności gminy Pombal (1801–2011) | Liczba ludności gminy Pombal (1801–2011) | Liczba ludności gminy Pombal (1801–2011) | Liczba ludności gminy Pombal (1801–2011) | Liczba ludności gminy Pombal (1801–2011) | Liczba ludności gminy Pombal (1801–2011) | Liczba ludności gminy Pombal (1801–2011) | Liczba ludności gminy Pombal (1801–2011) | Liczba ludności gminy Pombal (1801–2011) | Liczba ludności gminy Pombal (1801–2011) |
| ---------------------------------------- | ---------------------------------------- | ---------------------------------------- | ---------------------------------------- | ---------------------------------------- | ---------------------------------------- | ---------------------------------------- | ---------------------------------------- | ---------------------------------------- | ---------------------------------------- |
| 1801                                     | 1849                                     | 1900                                     | 1930                                     | 1960                                     | 1981                                     | 1991                                     | 2001                                     | 2004                                     | 2011                                     |
| 6 144                                    | 16 828                                   | 34 840                                   | 45 358                                   | 59 931                                   | 53 727                                   | 51 357                                   | 56 299                                   | 58 617                                   | 55 217                                   |

## Sołectwa
Sołectwa gminy Pombal (ludność wg stanu na 2011 r.)
- Abiul – 2729 osób
- Albergaria dos Doze – 1765 osób
- Almagreira – 3076 osób
- Carnide – 1647 osób
- Carriço – 3652 osoby
- Guia – 2672 osoby
- Ilha – 1931 osób
- Louriçal – 4720 osób
- Mata Mourisca – 1835 osób
- Meirinhas – 1775 osób
- Pelariga – 2176 osób
- Pombal – 17 187 osób
- Redinha – 2117 osób
- Santiago de Litém – 2237 osób
- São Simão de Litém – 1382 osoby
- Vermoil – 2656 osób
- Vila Cã – 1659 osób

## Historia
Wiosną 2017 r. w pobliżu miejscowości zespół portugalskich i hiszpańskich paleontologów oraz naukowcy z Narodowego Muzeum Historii Przyrody i Nauki (MNHNC) odkryli pozostałości zauropodów i żółwi sprzed około 150 mln lat.